# 슐루츠크라펜
슐루츠크라펜(독일어: Schlutzkrapfen) 또는 메제루네(이탈리아어: mezzelune, 단수: mezzaluna 메자루나[*])는 오스트리아와 이탈리아에 걸친 티롤 지역의 파스타이다. 반달 모양을 한 소를 넣은 파스타로 속을 채워 요리한다. 반죽의 재료는 호밀가루, 밀가루, 달걀이며, 소의 재료는 보통 , 비토 치즈, 우유, 백후추 등을 쓰고, 소스의 재료는 포르치니 버섯, 스위트 버터, 백포도주, 파슬리, 타임, 마늘 등을 사용한다.

## 이름
지역에 따라 슐루처(독일어: Schlutzer), 슐리크크라펜(독일어: Schlickkrapfen), 슐리어크라펜(독일어: Schlierkrapfen), 슐리프크라펜(독일어: Schlipfkrapfen), 크라푼친스(라딘어: crafuncins, 발가르데나), 카진치(라딘어: cajincì, 발바디아; cajinci, 발디파사) 등으로 불리기도 한다.

## 같이 보기
- 라비올리
- 피에로기